# Nordvik (Hordaland)
Nordvik er et tætbebygget område  i den sydlige del af bydelen Fana i Bergen kommune, og i nordre del af Os kommune i Vestland fylke i Norge. Nordvik har 416 indbyggere (2012), hvoraf 366 bor i Bergen kommune, og 50 i Os kommune.
Nordvik ligger ved Lysefjorden, ikke langt fra kulturminderne Lysekloster  og Lysøen, hvor Ole Bulls villa er.
Nordvik ligger på sydsiden af Fanafjeldet nedenfor Fanasæter, nær ved det lille sted Søvik. Det er et populært turområde i Bergen,  hvorfra der også er kort vej til Søvikvågen badestrand. 
Nordvik skole er børneskole med ca. 50 elever fra første til syvende klasse.
Nordvik udgør også en grundkreds i Bergen kommune, med 492 indbyggere 1. januar 2012, og et areal på 5,81 km², hvoraf 0,06 km² er ferskvand.